# George Curzon, 1:e markis Curzon av Kedleston
George Nathaniel Curzon, 1:e markis Curzon av Kedleston, född 11 januari 1859 på familjegodset Kedleston Hall i Kedleston i Derbyshire, död 20 mars 1925 i London, var en brittisk statsman. Han var bland annat Storbritanniens utrikesminister 1919–1924 och vicekung av Indien 1899–1905. Curzon var sedan 1895 gift med Mary Leiter, dotter till den amerikanske "spannmålskungen" L.Z. Leiter. Hon avled 1906. Han gifte om sig 1917 med Grace Elvina Duggan (född Hinds).

## Biografi
George Curzon var äldste son och arvinge till A. N. H. Curzon, 4:e baron Scarsdale.
Efter universitetsstudier i Oxford, där han 1883 blev "fellow" vid All Souls College och 1884 vann pris för en biografi över sir Thomas More, blev Curzon 1885 biträdande privatsekreterare hos lord Salisbury och valdes 1886 till underhusledamot för Stockport, vilken valkrets han erövrade åt det konservativa partiet. 1888 företog Curzon en politisk studieresa till Centralasien och nedlade sina intryck i ett mycket uppmärksammat arbete, Russia in Central Asia (1889). Sistnämnda år besökte han som korrespondent till The Times Persien, åt vars politiska och sociala förhållanden han ägnade grundliga studier, särskilt med hänsyn till de ryska utvidgningsplanerna åt detta håll. Hans Persia and the Persian question (2 band, 1892) torde vara hans grundligaste geografiskt politiska arbete och förvärvade honom högt anseende även inom vetenskapliga kretsar. 
Efter resor i Kina, Korea och Japan utgav Curzon en studie över den östasiatiska frågan, Problems of the Far East (1894), och under en färd till Pamir-platån gjorde han observationer kring ryssarnas aggressiva framträngande mot Indiens nordvästgräns. För sina resor belönades Curzon 1895 med guldmedalj av Royal Geographical Society. Då unionisterna återkom till makten 1895, blev Curzon – som redan varit understatssekreterare för Indien en kortare tid 1891–92 – understatssekreterare för utrikes ärenden i lord Salisburys tredje ministär och representerade som sådan utrikesministeriet i underhuset, där han vann aktning för sin slagfärdighet och vältalighet, även om man stundom fann hans stil väl föreläsningsmässig.

### Vicekung av Indien
I augusti 1898 tillkännagavs, att Curzon blivit utsedd till lord Elgins efterträdare som vicekung över Indien, och i september samma år upphöjdes han till irländsk pär som baron Curzon av Kedleston', för att han fortfarande, så länge fadern levde, skulle vara valbar till underhuset. Som indisk vicekung utvecklade Curzon en oerhörd flit, energi och arbetskraft samt gjorde till sin uppgift att genomföra mycket omfattande reformplaner inom olika grenar av den angloindiska förvaltningen, varför också hans ämbetstid förlängdes i augusti 1903 på två år och sedan ytterligare ett år. Säkerheten för nordvästgränsen ägnade särskild uppmärksamhet, och i syfte att detta gränsområde skulle kunna direktövervakas, lösgjordes "Nordvästra Gränsprovinsen" (The North-West Frontier Province) november 1901 från Punjab och ställdes under en särskild styresman (agent to the governor-general and chief commissioner). 
Curzons angloindiska utrikespolitik har i övrigt gått ut på att stärka det brittiska inflytandet i Indiens grannländer, utan att direkt inblanda sig i deras inre förhållanden. Som led i denna politik kan bl.a. betraktas hans färd till Persiska viken med en kryssareskader (november-december 1903) för att hävda brittiska regeringens fasta beslut att ej låta någon hotande militärmakt få fäste vid denna från sjörövare rensade havsvik, vidare expeditionen till Tibet 1903–1904, avsedd att genomdriva uppfyllandet av äldre fördrag och motverka ryska intriger i Lhasa, samt avslutandet av ett nytt fördrag med Afghanistan 1905 i samband med den indiska regeringens utrikessekreterares, L. Danes, beskickning till emiren. 
Curzon har kanske mer än någon föregående vicekung strävat att hos de infödda vasallfurstarna framkalla en känsla av lojalitet mot det angloindiska väldet och eget ansvar för undersåtarnas välfärd samt sökt vinna detta mål dels genom personlig påverkan under sina täta rundresor, dels genom grundlig reformering av utbildningsväsendet för förnäma inföddas söner, dels slutligen genom på orientaliska sinnen imponerande ceremonier, såsom den stora durbaren i Delhi 1 januari 1903 till firande av Edvard VII:s tronbestigning som Indiens kejsare. Just därför att hans styrelsesystem sökt förena orientaliska former med det angloindiska väldets ledande grundsatser, har han utsatts för synnerligen häftiga angrepp av den hinduiska nationalitetsrörelsens målsmän, särskilt i Bengalen, och hans administrativa reformexperiment har inte alltid behagat den angloindiska byråkratin. 
Även hans motståndare har emellertid oförbehållsamt erkänt hans outtröttliga nit särskilt under de svåra, med pest förenade hungersnöden, som drabbat Indien under hans ämbetstid. En 1905 utbruten konflikt mellan vicekungen och den indiska arméns högste befälhavare lord Kitchener, bilades med en kompromiss, men först sedan Curzon hotat avgå. Om tolkningen av denna kompromiss kom dock Curzon i delo med Kitchener och framför allt med ministern för Indien, Brodrick, och denna tvist ledde omsider till Curzons avgång i augusti 1905. Efter sin hemkomst avböjde Curzon att vid allmänna valen i januari 1906 kandidera i City, då det visade sig, att valet ej, som avsett varit, skulle kunna försiggå utan partistrid.

### Politiker
Curzon tog plats i överhuset som representant för Irland 1908. År 1911 blev han earl och 1921 blev han markis. Från 1907 var han även kansler för universitetet i Oxford, åt vilket han ägnade stort intresse. 1909–11 deltog han med iver i striden för överhusets hotade konstitutionella rättigheter. Curzon inträdde 1915 i den liberal-konservativa koalitionsministären som Lord Privy Seal. Han var en av initiativtagarna bakom det nya ammunitionsministeriet, administrerade flygväsendet och blev 1916 ständig medlem av regerings krigsråd. I David Lloyd Georges regering blev Curzon i december 1916 lordpresident, överhusets ledare och ledamot av krigskabinettet. I oktober 1919 efterträdde han Arthur Balfour som utrikesminister, och ledde därefter Storbritanniens utrikespolitik under Andrew Bonar Laws och Stanley Baldwins regeringar. Det var under denna period han gav namn åt Curzonlinjen.
Från november 1922 förde han personligen ententmakternas fredsförhandlingar med Turkiet i Lausanne men motarbetades av Frankrike, och det var först efter många medgivanden det lyckades honom att få till stånd en fred i juli 1923. Curzon ställde sig kritisk mot Ruhrockupatione liksom Baldwin. Då denne efter valsegern i oktober 1924 bildade sin andra regering, inträdde Curzon i denna som lordpresident och överhusets ledare.
Bland Curzons senare skrifter märks The place of India in the empire (1909), Principles and methods of university reform (1909), Modern parliamentary eloquence (1913), War poems and other translations (1915), Subjects of the day (1915), Tales of a travel (1923) samt British government in India (2 band, 1925).